# الدعارة في منغوليا
الدعارة في منغوليا غير قانونية ولكنها منتشرة على نطاق واسع في بعض المناطق. يقدر الصندوق العالمي لمكافحة السل وفيروس نقص المناعة البشرية/الإيدز والملاريا أن هناك حوالي 19.000 عاملة في مجال الجنس في البلاد في عام 2006. تلجأ العديد من النساء في منغوليا إلى الدعارة بسبب الفقر.
يعد الاتجار بالجنس وبغاء الأطفال، بما في ذلك السياحة الجنسية مع الأطفال، من المشاكل في البلاد.